# Koeznetsov NK-12

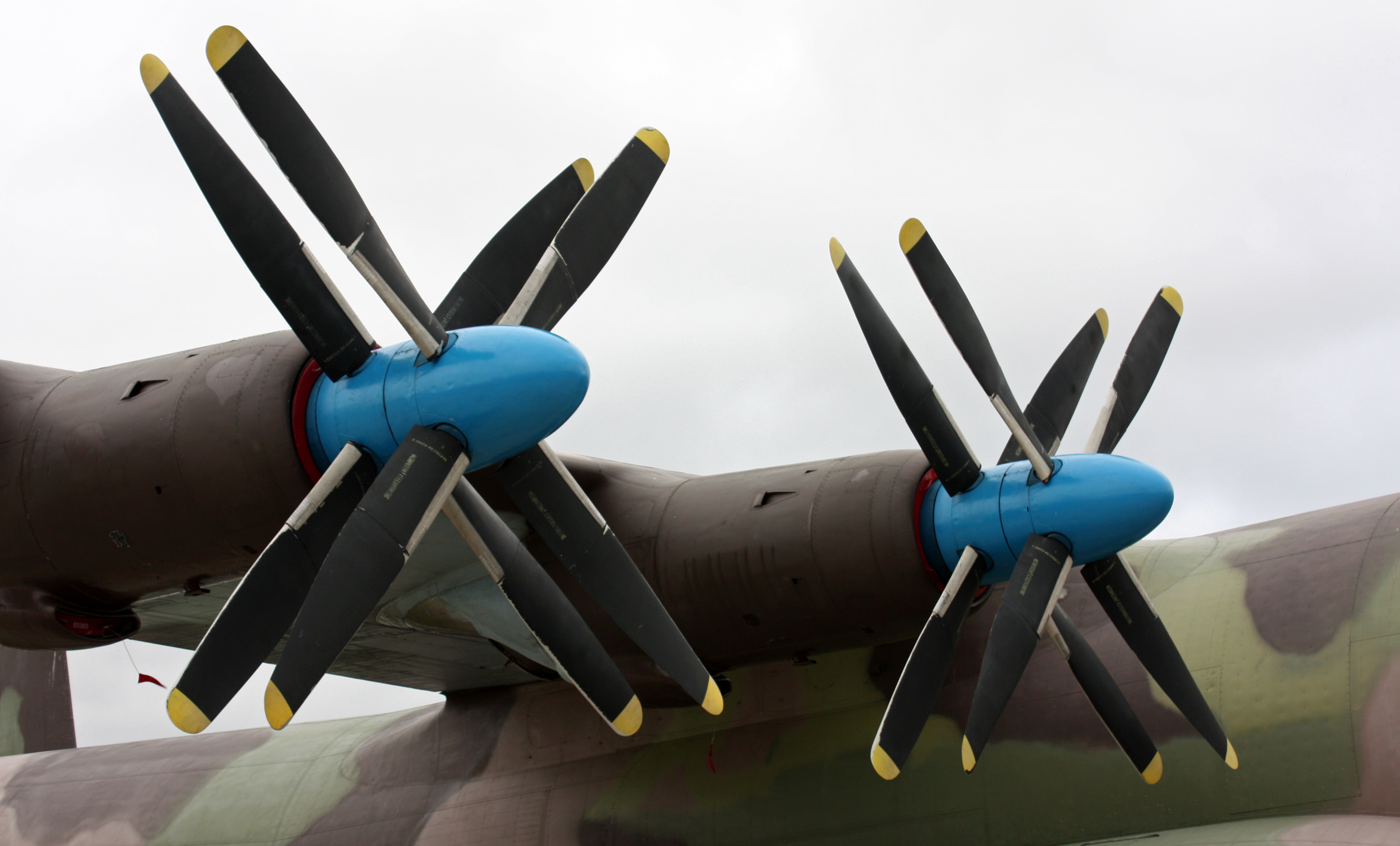
Koeznetsov NK-12

De Koeznetsov NK-12 van Koeznetsov is de krachtigste turbopropmotor ooit gebouwd. De motor levert maximaal 15.000 pk en drijft contraroterende propellers van 5,60 m doorsnee aan. De motor is gebruikt om de Tupolev Tu-95 ('s werelds snelste propellervliegtuig), de Tupolev Tu-114 ('s werelds snelste propeller-passagiersvliegtuig) en de Antonov An-22 ('s werelds grootste propellervliegtuig) aan te drijven. Daarnaast is de motor ook gebruikt voor het aandrijven van verschillende versies van het Ekranoplan-voertuig.